# セメノゲラーゼ
セメノゲラーゼ(Semenogelase、EC 3.4.21.77)は、以下の化学反応を触媒する酵素である。
-Tyr-を選択的に切断する。
トリプシンファミリーのこのペプチダーゼは、精漿に存在する。